# Die Tafeln
Tafel (njem. ploča ili stol) je dobrotvorna udruga koja se bavi distribucijom kvalitativno besprijekornih prehrambenih proizvoda kojima istječe rok trajanja. Najveći izvori hrane za udrugu su: proizvođači, distributeri i trgovci koji u svojem normalnom tijeku poslovanja imaju višak hrane, koju ne mogu više prodati. Nakon sortiranja distribuiraju hranu za 100 do 1.000 neprofitnih udruga koja se dijeli kuhinjama za umirovljenike s malom mirovinom, siromašnima, beskućnicima, sirotištima i školama.
Trgovine na taj način štede troškove za uklanjanje tih proizvoda koji bi inače završili na otpadu.
Die Tafeln udruge osnovane su u Njemačkoj 1993., a u međuvremenu su osnovane i u drugim europskim zemljama. U Njemačkoj su obično organizirane na razini općine i stoga se nazivaju primjerice  Berliner Tafel (Berlinski stol), Hamburger Tafel (Hamburški stol) ili Hannoversche Tafel (Hannoverski stol).
Udruga se isključivo financira radom svojih dragovoljnih suradnika, pokroviteljstvima i dragovoljnim prilozima. Ne dobiva novčanu pomoć od države.
Ideja dolazi iz SAD-a: godine 1963., John van Hengeliz Phoenixa/Arizona osnovao je prvu udrugu Food Bank. Godine 1983. je u New Yorku osnovana udruga City Harvest.
Broj u Njemačkoj: 
| godina | broj | godina | broj |
| ------ | ---- | ------ | ---- |
| 1994.  | 4    | 2003.  | 320  |
| 1995.  | 35   | 2004.  | 400  |
| 1996.  | 70   | 2005.  | 540  |
| 1997.  | 90   | 2006.  | 657  |
| 1998.  | 100  | 2007.  | 749  |
| 1999.  | 210  | 2008.  | 808  |
| 2000.  | 270  | 2009.  | 861  |
| 2001.  | 300  |        |      |
| 2002.  | 310  |        |      |

### Druge europske zemlje
Metro Group od sredine 2000-ih godina sudjeluje u nekim zemljama u donacijama hrane. Na web stranicama tvrtke u: Ukrajini, Mađarskoj, Poljskoj, Portugalu, Španjolskoj, Češkoj ili Turskoj postoje kooperacije s lokalnim organizacijama za raspodjelu hrane i pružanje hrane kao primjerice Helpica Foundation

## Vanjske poveznice
- Homepage Bundesverband Deutsche Tafel e. V. - Webstranica